# Elachista peridiola
Elachista peridiola é uma espécie de insetos lepidópteros, mais especificamente de traças, pertencente à família Elachistidae. Foi descrita por Lauri Kaila em 2011. É encontrada na Austrália, no estado de Nova Gales do Sul e regiões próximas.
A envergadura dos espécimes machos varia entre 6,5 e 10,5 milímetros, enquanto a envergadura das espécimes fêmeas varia entre 7,9 e 11,8 milímetros.